# Vera (film)
Vera is een korte film zonder dialoog uit 2008 die is geproduceerd door NL Film & TV in het kader van Kort! 8 naar een verhaal van Maarten Lebens.

## Verhaal
Vera (Bien de Moor) heeft een eenzame baan als suppoost in een museum. Als ze op een koude nacht een dakloze (Raymond Thiry) slapend op haar stoep vindt, geeft ze hem gelegenheid om in haar huis te slapen, maar zonder zichzelf te laten zien. Ze stopt hem een kaartje voor het museum toe, maar als hij daar verschijnt, verraadt ze haar identiteit niet.